# Egidio Bisol
Egidio Bisol (Bassano del Grappa, 23 dicembre 1947) è un vescovo cattolico italiano, dal 25 ottobre 2023 vescovo emerito di Afogados da Ingazeira.

## Biografia
È nato a Bassano del Grappa, in provincia e diocesi di Vicenza, il 23 dicembre 1947.

### Formazione e ministero sacerdotale
Ha frequentato gli studi di filosofia e teologia presso il seminario vescovile di Vicenza.
Il 31 maggio 1972 è stato ordinato presbitero dal vescovo di Vicenza Arnoldo Onisto.
Dopo l'ordinazione è stato, dal 1972 al 1975, vicario parrocchiale della parrocchia di san Clemente papa in Valdagno.
Nel 1976 è partito, quale missionario fidei donum, per il Brasile, dove, nella diocesi di Afogados da Ingazeira, ha ricoperto vari incarichi fino al 2008, quando si è trasferito nella diocesi di Roraima per l'apertura di una nuova missione sostenuta dalle diocesi di Vicenza e di Afogados da Ingazeira.
Il 6 febbraio 2007 è stato insignito del titolo onorifico di cappellano di Sua Santità.

### Ministero episcopale
Il 7 ottobre 2009 papa Benedetto XVI lo ha nominato vescovo di Afogados da Ingazeira; è succeduto a Luis Gonzaga Silva Pepeu, precedentemente nominato arcivescovo metropolita di Vitoria da Conquista. Il 9 gennaio 2010 ha ricevuto l'ordinazione episcopale, nel centro sportivo "Lúcio Luiz de Almeida" ad Afogados da Ingazeira, dall'arcivescovo Luis Gonzaga Silva Pepeu, suo predecessore, co-consacranti l'arcivescovo Cesare Nosiglia, vescovo di Vicenza, e il vescovo di Roraima Roque Paloschi. Durante la stessa celebrazione ha preso possesso della diocesi.
Il 25 ottobre 2023 papa Francesco ha accolto la sua rinuncia, presentata per raggiunti limiti di età, al governo pastorale della diocesi di Afogados da Ingazeira; gli è succeduto Limacêdo Antonio da Silva, fino ad allora vescovo titolare di Salde e vescovo ausiliare di Olinda e Recife.

## Genealogia episcopale
La genealogia episcopale è:
- Cardinale Scipione Rebiba
- Cardinale Giulio Antonio Santori
- Cardinale Girolamo Bernerio, O.P.
- Arcivescovo Galeazzo Sanvitale
- Cardinale Ludovico Ludovisi
- Cardinale Luigi Caetani
- Cardinale Ulderico Carpegna
- Cardinale Paluzzo Paluzzi Altieri degli Albertoni
- Papa Benedetto XIII
- Papa Benedetto XIV
- Papa Clemente XIII
- Cardinale Marcantonio Colonna
- Cardinale Giacinto Sigismondo Gerdil, B.
- Cardinale Giulio Maria della Somaglia
- Cardinale Carlo Odescalchi, S.I.
- Cardinale Costantino Patrizi Naro
- Cardinale Lucido Maria Parocchi
- Arcivescovo Adauctus Aurélio de Miranda Henriques
- Arcivescovo Moisés Ferreira Coelho
- Arcivescovo José de Medeiros Delgado
- Cardinale Eugênio de Araújo Sales
- Arcivescovo Nivaldo Monte
- Vescovo Antônio Soares Costa
- Arcivescovo Luis Gonzaga Silva Pepeu, O.F.M.Cap.
- Vescovo Egidio Bisol